# 필립 브로클허스트

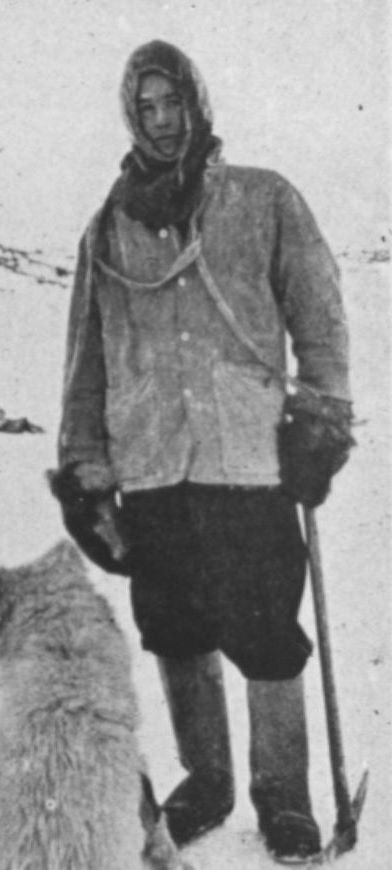
1908년 모습

필립 리 브로클허스트(Philip Lee Brocklehurst, 1887년 3월 7일 – 1975년 1월 28일)는 특히 어니스트 섀클턴이 이끄는 1907~1909년 남극 님로드 탐험대의 일원으로 알려져 있다.

## 어린 시절
1887년 스태퍼드셔의 스와이탬리파크에서 태어났다. 할아버지 존 브로클허스트는 메이클즈필드에서 비단 직조 사업을 하고 있었고 국회의원이었다. 아버지 필립 랭커스터 브로클허스트(Philip Lancaster Brocklehurst)는 1903년에 남작이 되었다.
1904년에 그는 더비셔 요만리(Derbyshire Yeomanry)의 영토군에 입대했으며, 이후 1916년 3월 소령, 1924년 대령으로 진급했다.
브로클허스트는 이튼 칼리지와 케임브리지의 트리니티홀에서 교육을 받았지만 학위를 취득하지 않고 떠났다. 그는 1905년, 1906년, 1907년 복싱에서 케임브리지 대학을 대표하여 옥스퍼드 대학을 상대로 라이트급 선수로 출전하여 하프 블루를 획득했다.